# Oberbefehlshaber der norwegischen Streitkräfte
Der Oberbefehlshaber der Norwegischen Streitkräfte (norwegisch Forsvarssjefen) ist der höchstrangige Offizier der Norwegischen Streitkräfte. Er berät die norwegische Regierung und setzt die Leitlinien um, die der König von Norwegen und die Regierung vorgeben. Der Posten wurde 1940 geschaffen. Derzeitiger Oberbefehlshaber ist seit August 2020 Eirik Kristoffersen. Formell ist der Oberbefehlshaber dem König untergeordnet, der ebenfalls den Dienstgrad eines Generals bzw. Admirals trägt, was jedoch in der Praxis keine Auswirkungen hat. Im Jahr 2003 wurde der Stab des Oberbefehlshabers in das Forsvarsdepartementet (Verteidigungsministerium) eingegliedert.

## Oberbefehlshaber seit 1940
| Name                                                               | Teilstreitkraft | Beginn               | Ende                 |
| ------------------------------------------------------------------ | --------------- | -------------------- | -------------------- |
| Generalmajor Otto Ruge                                             | Heer            | 18. Mai 1940         | 9. Juni 1940         |
| Vakant (de facto Generalmajor Carl Gustav Fleischer)               |                 | 10. Juni 1940        | 22. Februar 1942     |
| Generalmajor Wilhelm von Tangen Hansteen                           | Heer            | 23. Februar 1942     | 30. Juni 1944        |
| Kronprinz Olav                                                     | Heer            | 1. Juli 1944         | 15. Juli 1945        |
| Generalleutnant Otto Ruge                                          | Heer            | 16. Juli 1945        | 31. Dezember 1945    |
| Konteradmiral Elias Corneliussen                                   | Marine          | 1. Januar 1946       | 31. Mai 1946         |
| Generalmajor Halvor Hansson                                        | Heer            | 1. Juni 1946         | 31. Juli 1946        |
| Generalleutnant Ole Berg (als Chef des Verteidigungsstabes)        | Heer            | 1. August 1946       | 31. Oktober 1955     |
| Generalleutnant Finn Lambrechts (als Chef des Verteidigungsstabes) | Luftwaffe       | 1. November 1955     | 8. Dezember 1956     |
| Generalleutnant Bjarne Øen (als Chef des Verteidigungsstabes)      | Luftwaffe       | 10. Januar 1957      | 31. Dezember 1962    |
| Generalleutnant Bjarne Øen                                         | Luftwaffe       | 1. Januar 1963       | 31. Dezember 1963    |
| Vizeadmiral Folke Hauger Johannessen                               | Marine          | 1. Januar 1964       | 31. Dezember 1972    |
| General Herman Fredrik Zeiner-Gundersen                            | Heer            | 1. Februar 1972      | 20. März 1977        |
| General Sverre B. Hamre                                            | Heer            | 21. März 1977        | 30. Juni 1982        |
| General Sven Hauge                                                 | Luftwaffe       | 1. Juli 1982         | 30. Juni 1984        |
| General Fredrik Bull-Hansen                                        | Heer            | 1. Juli 1984         | 31. August 1987      |
| General Vigleik Eide                                               | Heer            | 31. August 1987      | 5. September 1989    |
| Admiral Torolf Rein                                                | Marine          | 5. September 1989    | 31. Oktober 1994     |
| General Arne Solli                                                 | Heer            | 31. Oktober 1994     | 30. April 1999       |
| General Sigurd Frisvold                                            | Heer            | 1. Mai 1999          | 31. März 2005        |
| General Sverre Diesen                                              | Heer            | 1. April 2005        | 30. September 2009   |
| General Harald Sunde                                               | Heer            | 1. Oktober 2009      | 19. November 2013    |
| Admiral Haakon Bruun-Hanssen                                       | Marine          | 19. November 2013    | 17. August 2020      |
| General Eirik Johan Kristoffersen                                  | Heer            | seit 17. August 2020 | seit 17. August 2020 |